# تپه مشکین تپه
تپه مشکین تپه مربوط به سده‌های اولیه دوران‌های تاریخی پس از اسلام است و در شهرستان بوئین‌زهرا، بخش مرکزی، روستای مشکین تپه واقع شده و این اثر در تاریخ ۲ آبان ۱۳۸۲ با شمارهٔ ثبت ۱۰۵۵۷ به‌عنوان یکی از آثار ملی ایران به ثبت رسیده است.